# 中部方面特科隊
中部方面特科隊（ちゅうぶほうめんとっかたい、JGSDF Middle Army Artillery Unit）とは、陸上自衛隊松山駐屯地（愛媛県松山市）に駐屯していた中部方面隊直轄の野戦特科部隊で2024年（令和6年）3月20日に廃止され中部方面特科連隊第4特科大隊に改編された。

## 概要
中部方面特科隊は、第14旅団の機動旅団改編に伴い、松山駐屯地に所在する第14特科隊（旧：第2混成団特科大隊）の後身として編成された。新編当初から平時第14旅団に隷属、有事の際に方面総監への直属という、特殊運用がとられていた（西部方面対舟艇対戦車隊と同様の運用）が、31中期防および防衛力整備計画 (2023)に基づき、2024年（令和6年）3月に中部方面隊に存在する他の師・旅団の特科連隊および特科隊を集約した「中部方面特科連隊」の一部として改組され、6年の歴史に幕を下ろした。
隊の編成は、他の方面特科隊が、団または団に準ずる隊編成（甲）をとるのに対し、当部隊はそれらよりも小さい師団・旅団特科隊に準じた隊編成（丙）であり、本部管理中隊、3個射撃中隊により編成されていた。特科隊長は1等陸佐（三）が充てられ松山駐屯地司令を兼ねていた。

## 沿革
- 2018年（平成30年）3月27日：第14特科隊を改編し、中部方面特科隊が松山駐屯地において編成完結。隊長が松山駐屯地司令に職務指定。
- 2024年（令和06年）3月20日：中部方面特科隊（松山駐屯地）が廃止。廃止後は中部方面特科連隊第4特科大隊として再編[3]。

## 廃止時の部隊編成
- 中部方面特科隊本部
- 本部管理中隊「中方特-本」：対砲レーダ装置 JTPS-P16、気象測定装置 JMMQ-M5
- 第1射撃中隊「中方特-1」：155mmりゅう弾砲 FH70、中砲けん引車
- 第2射撃中隊「中方特-2」：155mmりゅう弾砲 FH70、中砲けん引車
- 第3射撃中隊「中方特-3」：155mmりゅう弾砲 FH70、中砲けん引車

## 整備支援部隊
- 中部方面後方支援隊第301特科直接支援隊「301特直支」（松山駐屯地）：2018年（平成30年）3月27日から

## 歴代隊長
| 代 | 氏名       | 在職期間                        | 前職                           | 後職                                |
| -- | ---------- | ------------------------------- | ------------------------------ | ----------------------------------- |
| 01 | 内野敏紀   | 2018年03月27日 - 2019年12月19日 | 第14特科隊長 兼 松山駐屯地司令 | 陸上自衛隊九州補給処総務部長        |
| 02 | 服部真之介 | 2019年12月20日 - 2022年12月22日 | 陸上総隊司令部日米共同部勤務   | 陸上総隊司令部日米共同部 日米調整官 |
| 末 | 細川香宣   | 2022年12月23日 - 2024年03月20日 | 陸上自衛隊教育訓練研究本部     | 防衛大学校付                        |

## 主要装備品
- 155mmりゅう弾砲 FH70
- 中砲けん引車
- 対砲レーダ装置 JTPS-P16
- 気象測定装置 JMMQ-M5

- 1/2tトラック / 73式小型トラック
- 1 1/2tトラック / 73式中型トラック
- 3 1/2tトラック / 73式大型トラック
- 12.7mm重機関銃

- 89式5.56mm小銃

## 警備隊区
- 本部管理中隊：松山市、東温市、伊予市、松前町、砥部町、久万高原町（3市3町）
- 第1射撃中隊：西条市、新居浜市、四国中央市（3市）
- 第2射撃中隊：今治市（1市）
- 第3射撃中隊：八幡浜市、大洲市、西予市、内子町、伊方町（3市2町）

以上出典